# خويفيرة لامعة
الخويفيرة اللامعة (باللاتينية: Koeleria nitidula) نوع نباتي يتبع جنس الخويفيرة من الفصيلة النجيلية من رتبة القبئيات.

## البيئة والانتشار
موطنها الأصلي بلاد الشام وتركيا وأرمينيا وبلغاريا ورومانيا وصربيا والمجر.

## مرادفات للاسم العلمي
- (باللاتينية: Koeleria penzesii Ujhelyi)
- (باللاتينية: Koeleria pilatii Ujhelyi)